# Новозавидовский
Новозави́довский — посёлок городского типа (с 1926) в Конаковском районе Тверской области России.
Расположен на границе заповедной территории Завидово, рядом с Шошинским плёсом Иваньковского водохранилища, в 49 км к юго-востоку от областного центра. Железнодорожная станция Завидово на линии Москва — Санкт-Петербург.
Вместе с 4 сельскими населёнными пунктами образует муниципальное образование городское поселение посёлок Новозавидовский.

## Население
| 1939  | 1970  | 1979  | 1989  | 2002  | 2009  | 2010  |
| ----- | ----- | ----- | ----- | ----- | ----- | ----- |
| 6431  | ↗7732 | ↗8362 | ↗8950 | ↘7893 | ↘7117 | ↗7479 |
| 2012  | 2013  | 2014  | 2015  | 2016  | 2017  | 2018  |
| ↘7387 | ↘7259 | ↘7093 | ↘6996 | ↘6850 | ↘6725 | ↘6597 |
| 2019  | 2020  | 2021  |       |       |       |       |
| ↘6469 | ↘6316 | ↘5723 |       |       |       |       |

## История
Впервые упоминается как железнодорожная станция при строительстве Николаевской железной дороги; в 1856 году основана ткацкая фабрика Попова. С 1929 года посёлок был центром Завидовского района Московской области (до 1935 года), затем Калининской области (до 1960 года). Во время Великой Отечественной войны посёлок был недолго оккупирован немецкими войсками. Завидовский район Калининской области находился под контролем нацистов с 17 ноября по 15 декабря 1941 года. Сразу после освобождения в посёлке обосновался большой госпиталь для раненых красноармейцев.
Статус посёлка городского типа — с 1926 года.

## Экономика

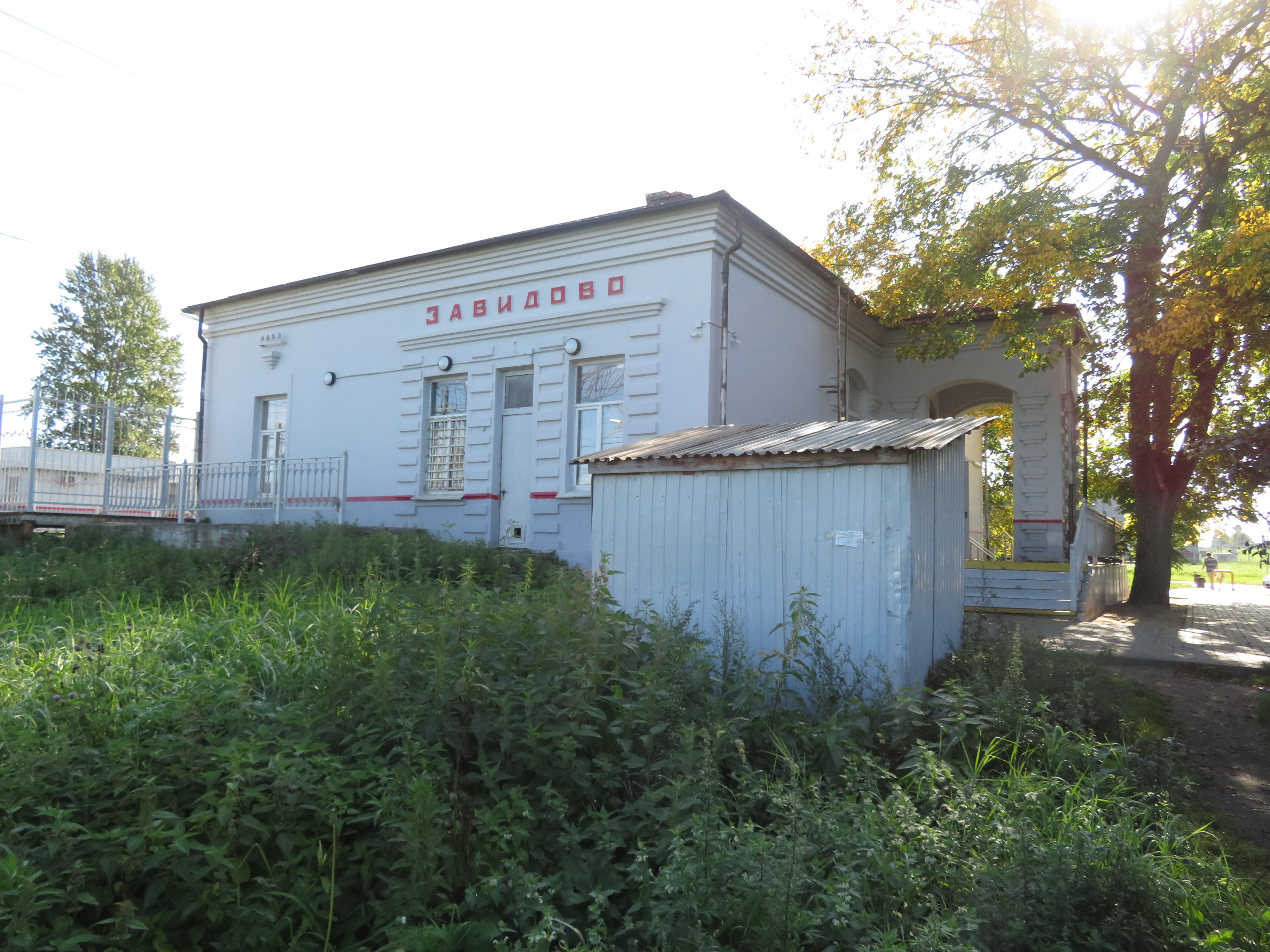
Станция Завидово

Основные предприятия посёлка: Завидовский экспериментальный механический завод, электромеханический завод, экспериментальный завод монтажных заготовок, фетровая фабрика (классические мужские шляпы этой фабрики были предметом гордости многих мужчин в СССР в XX веке), винзавод вторичного виноделия, лесхоз.
К северу от посёлка, на берегу Шошинского плёса Иваньковского водохранилища, расположена база-стоянка маломерного флота, яхт-клуб.

## Культура
В Новозавидовском работают два детских сада, две общеобразовательные школы, библиотека, больница, дом культуры.

## Достопримечательности
Среди достопримечательностей посёлка — дом-музей и могила поэта С. Д. Дрожжина, пассажирское здание станции (послевоенный типовой проект на 50 пассажиров, построено в начале 1950-х годов).
В посёлке жил с детства, учился и работал до переезда в Москву коллекционер и реставратор старинных автомобилей и мотоциклов А. А. Ломаков (1928—2005). Могила его находится на местном кладбище.
Дом культуры, построенный из кирпичей храма, взорванного в советское время.

## Люди, связанные с Новозавидовским
- Жан Грегуар Сагбо (род. 1962) — первый чернокожий депутат, избранный в России.